# Attilio Giovannini
Pour les articles homonymes, voir Giovannini.
Attilio Giovannini (né le 30 juillet 1924 à San Michele Extra, une frazione de la ville de Vérone, en Vénétie et mort le 18 février 2005) est un footballeur italien.

## Biographie
Attilio Giovannini joue durant sa carrière dans le club de l'Associazione Calcio Audace San Michele de 1941 à 1946 avant d'être transféré dans l'équipe du Fußball Club Südtirol-Alto Adige entre 1946 et 1947. Il rejoint ensuite l'Associazione Sportiva Lucchese Libertas 1905 de 1947 à 1948 avec qui il joue 36 matchs. Il va ensuite en 1948 à l'Inter Milan avec qui il reste jusqu'en 1954 et où il joue 191 matchs. Il finit ensuite sa carrière pendant deux saisons à la SS Lazio (45 matchs) et prend sa retraite en 1956.

## Équipe nationale
Attilio Giovannini joue en tout pas moins de 13 matchs entre 1947 et 1953 et fait partie de l'effectif qui participe à la coupe du monde 1950 au Brésil.